# Cognola
Cognola is een plaats (frazione) in de Italiaanse gemeente Trento.